# Campionati italiani estivi di nuoto 1933
I Campionati italiani estivi di nuoto 1933 si sono svolti a Roma, nella piscina da 50 metri dello stadio tra il 13 e il 15 agosto 1933.

## Podi

### Uomini
| Evento               | Oro                                                                            | Tempo   | Argento                                                           | Tempo   | Bronzo                                                               | Tempo   |
| Stile libero         |                                                                                |         |                                                                   |         |                                                                      |         |
| 100 m                | Dino Cappellini                                                                | 1'02"7  | Giuseppe Gambetta                                                 | 1'05"0  | Sirio Banchelli                                                      | 1'05"5  |
| 200 m                | Dino Cappellini                                                                | 2'25"5  | Giuseppe Perentin                                                 | 2'26"4  | Massimo Costa                                                        | 2'31"1  |
| 400 m                | Giacomo Signori                                                                | 5'12"9  | Giuseppe Perentin                                                 | 5'13"2  | Guido Giunta                                                         | 5'27"5  |
| 1500 m               | Giuseppe Perentin                                                              | 21'22"6 | Giacomo Signori                                                   | 22'32"4 | Renato Candela                                                       | 22'37"7 |
| Dorso                |                                                                                |         |                                                                   |         |                                                                      |         |
| 100 m                | Sante Omero                                                                    | 1'16"8  | Italo De Zucco                                                    | 1'17"9  | Renato Bruno                                                         | 1'28"3  |
| Rana                 |                                                                                |         |                                                                   |         |                                                                      |         |
| 200 m                | Ernesto Manzoni                                                                | 3'07"6  | Felice Benuzzi                                                    | 3'09"5  | Romualdo Massa                                                       | 3'11"0  |
| Staffette            |                                                                                |         |                                                                   |         |                                                                      |         |
| 4x200 m stile libero | Canottieri Milano Emilio Polli Massimo Costa Walter Martinotti Dino Cappellini | 10'12"7 | Lazio Renato Bacigalupo Furio Blasich Renato Candela Guido Giunta | 10'18"5 | Bologna Sportiva Adriano Polli Enzo Atti Enea Atti Giuseppe Perentin | 10'27"1 |
| 3x100 m mista        | Canottieri Milano Guido Marra Ermanno Schneider Dino Cappellini                | 3'53"3  | Lazio Scholz Felice Benuzzi Guido Giunta                          | 3'57"5  | Fiat Ernesto Ravera Mustalli Giuseppe Gambetta                       | 3'57"9  |

### Donne
| Evento       | Oro             | Tempo  | Argento          | Tempo  | Bronzo           | Tempo  |
| Stile libero |                 |        |                  |        |                  |        |
| 100 m        | Ines Sulligi    | 1'19"3 | Aurora Bermelich | 1'19"9 | Carmela Toso     | 1'24"9 |
| 400 m        | Carmela Toso    | 6'41"0 | Ines Sulligi     | 6'43"0 | Aurora Bermelich | 6'47"6 |
| Dorso        |                 |        |                  |        |                  |        |
| 100 m        | Giovanna Scherl | 1'42"6 | Renata Giurin    | 1'54"7 | Ginevra Paoli    | 2'14"1 |
| Rana         |                 |        |                  |        |                  |        |
| 200 m        | Hilde Prekop    | 3'52"8 | Lucia Comisso    | 4'36"8 | Nerina Rocco     | 4'53"3 |